# Sabrina Goleš
Sabrina Goleš (Stari Mikanovci, 3 giugno 1965) è un'ex tennista croata.

## Biografia
A livello giovanile ha ottenuto buoni risultati, al Roland Garros 1982 ha raggiunto la semifinale mentre l'anno successivo si è spinta siano ai quarti sia a Parigi che a New York.
Tra le professioniste ha vinto un titolo in singolare e quattro nel doppio femminile, negli Slam non è andata oltre il quarto turno in singolare ma vanta una semifinale nel doppio misto insieme a Goran Prpić.
In Fed Cup ha giocato quarantadue match con la squadra jugoslava vincendone trenta.
Nel 1984 alle Olimpiadi di Los Angeles, quando il torneo di tennis era solo un'esibizione, ha raggiunto la finale del singolare femminile venendo sconfitta da Steffi Graf.